# Günter Sachse
Günter Sachse (* 23. August 1916 in Hannover; † 1. Dezember 2008) war ein deutscher Verlagslektor und Schriftsteller.

## Leben
Günter Sachse besuchte ein humanistisches Gymnasium in Hannover. Nachdem er die Reifeprüfung abgelegt hatte, wurde er zum Arbeitsdienst und anschließend zur Wehrmacht eingezogen. Am Zweiten Weltkrieg nahm Sachse als Offizier teil. Nach seiner Rückkehr aus der Kriegsgefangenschaft im Jahre 1947 übte er verschiedene Tätigkeiten aus, unter anderem war er kaufmännischer Angestellter und Verlagsvertreter. Seit den 1950er Jahren war er Cheflektor eines Jugendbuchverlages in Göttingen.
Neben seiner Lektoratstätigkeit verfasste Günter Sachse Jugendbücher, vorwiegend über Themen aus der Frühzeit des amerikanischen Westens. Daneben entstand eine Vielzahl von Nacherzählungen antiker und germanischer Heldensagen, Märchen-Bearbeitungen und Übersetzungen aus dem Englischen. 
Günter Sachse war Mitglied des Friedrich-Bödecker-Kreises und der Humboldt-Gesellschaft. 1986 erhielt er den 
Friedrich-Gerstäcker-Preis für seinen Roman Das Floß der armen Leute.

## Werke
- Die Meuterei auf der Bounty, Göttingen 1959
- Das Schiff der Meuterer, Göttingen 1959
- Und wo ist des Indianers Land?, Braunschweig 1961
- Agent unter Rothäuten, Göttingen 1970
- Der weiße Falke, Göttingen 1970
- Die Abenteuer des Herakles, Göttingen 1971
- Die Irrfahrten des Odysseus, Göttingen 1971
- Der Kampf um Troja, Göttingen 1971
- Lustige Schildbürgerstreiche, Göttingen 1971
- Dietrich von Bern. Walther und Hildegund, Göttingen 1972
- Gudrun und andere Sagen, Göttingen 1972
- Die Nibelungen, Göttingen 1972
- Die schönsten Sagen der Griechen, Göttingen 1972
- Das bunte Buch der Schwänke, Göttingen 1973
- Von Schelmen und Narren, Göttingen 1973
- Aladin und die Wunderlampe, Göttingen 1974
- Ali Baba und die vierzig Räuber. Ein Kaufmann aus Kairo, Göttingen 1974
- Geschichten aus 1001 Nacht, Göttingen 1974
- Die Insel der Meuterer, Göttingen 1974
- Sindbad der Seefahrer, Göttingen 1974
- Flinkfuß der weiße Indianer, Göttingen 1975
- Kundschafter in Fort Pitt, Göttingen 1975
- Der Indianeragent, Göttingen 1976
- Zwischen Weiß und Rot, Göttingen 1976
- Deutsche Heldensagen, Göttingen 1977
- Wikingerzeit, Göttingen 1977
- Wikinger zwischen Hammer und Kreuz, Göttingen 1979
- Hinter den Bergen die Freiheit, München 1981
- Das Floß der armen Leute, München 1983
- Es waren Räuber auf dem Meer, München 1986
- Geschichten aus dem alten Rom, Bindlach
  - Von den Anfängen bis zum Ende der Republik, 1989
  - Die Kaiserzeit, 1991
- Geschichten von großen und kleinen Halunken, München 1991
- Erinnerung an Moritz Jahn, Göttingen [u. a.] 2006

## Herausgeberschaft
- Hans Christian Andersen: Märchen, Göttingen 1964
- Grimms Märchen, Göttingen 1964
- Wunderbare Märchenwelt, Göttingen 1964
- Johann Karl August Musäus: Rübezahl, Göttingen 1973
- Ingeborg Engelhardt, Göttingen 1983
- Margarete Dierks, Göttingen 1997
- Freundesgabe für Hans-Joachim Sander zum 3. April 2001, Göttingen 2001

## Übersetzungen
- Daniel Defoe: Robinson Crusoe, Göttingen 1959
- Jack London: Piraten in der Frisco-Bay, Göttingen 1970
- Jack London: Ruf der Wildnis, Göttingen 1970
- Herman Melville: Moby Dick, Bayreuth 1984
- Mark Twain: Huckleberry Finn, Bindlach 1985